# L'Obscénité et la Fureur
Pour plus de détails, voir Fiche technique et Distribution.
L'Obscénité et la Fureur, sous-titré La Véritable Histoire des Sex Pistols, (en anglais The Filth and the Fury) est un documentaire à propos des Sex Pistols réalisé par Julien Temple sorti en 2000.